# NGC 7655
NGC 7655 (również PGC 71452) – galaktyka soczewkowata (S0), znajdująca się w gwiazdozbiorze Indianina. Odkrył ją John Herschel 24 lipca 1835.